# Jindřich Halabala
Jindřich Halabala (* 24. Mai 1903 in Koryčany, Markgrafschaft Mähren, Österreich-Ungarn; †  18. November 1978 in Brünn, Tschechoslowakische Sozialistische Republik) war ein tschechischer Möbeldesigner und Hochschullehrer. Die Formgestaltung seiner Möbel prägte maßgeblich das Erscheinungsbild tschechischer Haushalte in der Zwischen- und Nachkriegszeit.

## Leben
Jindřich Halabala machte in der Schreinerei seines Vaters Štěpán eine Ausbildung zum Möbelschreiner. Ab 1920 besuchte er  die staatliche Holzverarbeitungsschule in Valašské Meziříčí. Er absolvierte seine praktischen Studien bei seinem zukünftigen Arbeitgeber, dem holzverarbeitenden Betrieb Spojené uměleckoprůmyslové závody (UP) in Brünn. Zu dieser Zeit war hier Jan Vaněk der leitende Formgestalter. Von 1923 bis 1926 studierte Halabala bei Pavel Janák an der Akademie für angewandte Kunst in Prag.
Nach einer kurzzeitigen Beschäftigung im Atelier von Bohumil Hübschmann in Prag leitete er zunächst die dortige Filiale der Firma UP, bis ihm die Leitung des Designateliers des Unternehmens in Brünn angeboten wurde. Hier wurde er bald zum leitenden Formgestalter der Firma befördert; eine Position, die er bis 1964 innehielt. In den späten 1920er Jahren begann UP mit der Fertigung einer von Halabala zusammengestellten Kollektion von Möbeln. Mit den Entwürfen Halabalas stellte UP in der Zwischenkriegszeit und nach dem Zweiten Weltkrieg modulare und erschwingliche Qualitätsmöbel her. Er entwickelte die grundlegenden Modellreihen H und E, verschiedene Holzsitze sowie Stahlrohrmöbel. Sein Herstellungsprogramm war wegweisend für die industrielle Herstellung von Möbeln in der Tschechoslowakei. Bis 1946 bekleidete er in der Firma UP auch Positionen wie die des Prokuristen und des Geschäftsführers. In seiner Zeit hatte sich UP zum größten Möbelhersteller des Landes entwickelt.
Halabala entwarf mehrere Dutzend Möbelstücke, darunter Stühle, Tische, Anrichten, Kommoden, Blumenständer, Couchtische und Lampen. Besonders seine Stühle mit Rahmen aus gebogenen Stahlrohren und seine Klubsessel erfreuten sich großer Beliebtheit. Halabalas Schaffen gilt als Bindeglied zwischen dem innovativen tschechischen Kubismus ab 1910, des Art déco der frühen 1920er Jahre und dem europäischen Mid-century modern der Jahre nach dem Zweiten Weltkrieg. Seine kommerziell erfolgreichen Entwürfe orientierten sich stark an der Formensprache des Bauhauses.
Halabala veröffentlichte regelmäßig in Fachzeitschriften und in der allgemeinen Presse. Von 1951 bis 1954 war er Dozent an der Fakultät für Forst- und Holztechnik an der Pavol-Jozef-Šafárik-Universität in Košice. 1954 wurde er als außerordentlicher, ein Jahr später als ordentlicher Professor an die Technische Universität Zvolen berufen, wo er das wissenschaftliche Forschungsinstitut leitete. 1970 begab er sich in den Ruhestand. Halabala war außerdem Vorsitzender des Verbands der Möbelhersteller der Tschechoslowakei.
Einige von Halabalas Entwürfen sind in den Sammlungen der Moravská galerie in Brünn und des Museums für moderne Kunst in Olmütz ausgestellt. Im Kunsthandel besteht nach wie vor Nachfrage für Designermöbel von Halabala.

## Familie
1927 heiratete Halabala Pavla Sekerková. Aus ihrer Ehe gingen 1929 und 1935 zwei Söhne hervor.

## Ausstellungen
- Jindřich Halabala and United Arts and Crafts Manufacture (UP), 2003
- Jindřich Halabala and Unified Corporations of Applied Arts in Brünn, 2003
- Professor Jindrich Halabala Price, 2006

## Veröffentlichungen
- Gemeinsam mit Josefem Poláškem: Jak si zařídit byt levně, moderně, hygienicky, 1935
- Sestavovací nábytek, 1940
- Výroba nábytku, tvorba a konstrukce, 1960
- Herstellung von Möbeln. Konzeptionelle Gestaltung und Konstruktion. VEB Fachbuchverlag, Leipzig 1978, 309 S.